# Obsessed (bài hát của Mariah Carey)
"Obsessed" là một bài hát của nữ ca sĩ kiêm nhạc sĩ viết nhạc người Mỹ Mariah Carey, được hãng đĩa Island phát hành làm đĩa đơn mở đường cho album phòng thu thứ mười hai của cô, Memoirs of an Imperfect Angel (2009) vào ngày 16 tháng 6 năm 2009. Nữ ca sĩ đồng sản xuất bài hát này với The-Dream và Tricky Stewart. Đây là một ca khúc thuộc thể loại R&B và hip hop, sử dụng đoạn bassline dồn dập, những tiếng vỗ tay, đi kèm với đó là giọng hát được xử lí bởi Auto-Tune của Carey. Là bài hát thứ hai nằm trong album, nhạc phẩm kể về tâm trạng khó xử của Carey khi đứng trước những lời đồn đoán, về mối quan hệ tình cảm giữa mình và nam rapper Eminem, mặc dù anh không được đề cập trực tiếp trong những câu hát.
"Obsessed" nhận được nhiều lời phản hồi tích cực từ giới mộ điệu âm nhạc. Họ cho rằng đây là một bước đột phá đến từ Memoirs of an Imperfect Angel. Tuy đánh giá cao về phong cách sáng tác và nhịp điệu mạnh mẽ của bản nhạc, một số cây bút lại có những lời chỉ trích nhất định về việc lạm dụng công cụ Auto-Tune trong giọng hát của Carey. Tại thời điểm phát hành, bài hát là trung tâm của sự tranh cãi, khi giới phê bình và các phương tiện truyền thông khẳng định rằng Carey dường như đang muốn nhắm đến rapper người Mỹ Eminem, người đã từng nhiều lần đề cập đến cô trong những bài hát của anh với thái độ tiêu cực. Về sau, Eminem đã phát hành bài hát "The Warning" như một lời đáp trả.
"Obsessed" thành công đạt đến vị trí thứ 7 trên bảng xếp hạng Hoa Kỳ Billboard Hot 100, trở thành đĩa đơn thứ 27 của Carey đã lọt vào top 10 tại bảng. Với thành tích này, Carey đồng hạng 5 trong danh sách những nghệ sĩ có nhiều đĩa đơn lọt vào top 10 nhất, ngang hàng với Janet Jackson và Elton John. Trên thị trường quốc tế, bài hát đã không được phát hành tại Châu Âu, khi hãng thu Island quyết định ưu tiên cho đĩa đơn thứ hai của album, "I Want to Know What Love Is". "Obsessed" cũng đã nhanh chóng lọt được vào top 10 tại Pháp,Ý; top 20 tại Úc, Bỉ, Canada và Nhật.
Brett Ratner, cộng sự lâu năm của Carey, phụ trách đạo diễn video âm nhạc cho "Obsessed". Trong suốt đoạn clip, Carey hóa thân thành chính bản thân mình và một người đàn ông bám đuôi trong bộ áo khoác xám, quần thể thao; hay trong bộ đồ nhân viên khách sạn ở nhiều phân đoạn khác. Video được quay chủ yếu tại Khách sạn Plaza và trên các con phố lối hẻm của thành phố New York. Sau khi một vài hình ảnh của Carey tại trường quay bị rò rỉ, nhiều trang báo lá cải lập tức đối chiếu trang phục kẻ bám đuôi của Carey với bộ đồ quen thuộc của Eminem. Hai video khác nhau đã được thực hiện cho "Obsessed", một cho bản gốc; một cho bản remix, với sự góp giọng của nam rapper người Mỹ Gucci Mane. Carey đã trình diễn bài hát trên các chương trình truyền hình khác nhau, cũng như tại chuyến lưu diễn Angels Advocate Tour (2009-10) của mình.

## Tranh cãi

### Bối cảnh
Năm 2001, Carey quyết định dấn thân vào con đường điện ảnh với vai diễn đầu tay của mình trong Glitter. Trớ trêu thay, bộ phim nhận lại nhiều gạch đá dẫn tới việc hãng thu Virgin rút hợp đồng 100 triệu đô của mình với Carey, bù lại trả cho cô 49 triệu đô tiền bồi thường. Cô cũng gặp nhiều khó khăn trong cuộc sống thường ngày và đã có những hành vi thất thường khi xuất hiện trước mặt công chúng, khiến cô buộc phải nhập viện. Trong khoảng thời gian này, nam rapper người Mỹ Eminem thừa nhận rằng mình đã hẹn hò với Carey trong vòng sáu tháng, tuy nhiên cô lại phủ nhận điều này. Về sau, anh đã nhiều lần nhắc đã đến tên Carey trong những bài hát của anh với thái độ tiêu cực, bởi anh cảm thấy tức tối khi chính cô đã phủ nhận mối quan hệ của hai người.
Vào ngày 15 tháng 5 năm 2009, Eminem cho ra mắt album phòng thu thứ sáu của mình, Relapse. Album chứa một bản nhạc mang tên "Bagpipes from Baghdad", nơi anh đề cập đến những lời phủ nhận của Carey. Trong những câu từ của bài hát, Eminem bày tỏ rằng anh còn chưa nói hết nhưng điều mà mình muốn: "I want another crack at ya" và "Nick Cannon better back the fuck up. I'm not playing, I want her back, you punk." Sau khi bài rap được trình làng, Cannon, người chồng lúc bấy giờ của Carey, đã lên tiếng bảo vệ nữ ca sĩ cũng như bày tỏ sự ghê tởm của mình đối với Eminem. Nam rapper đã phản hồi lại với một thái độ mỉa mai, đính chính rằng ca khúc thực sự nhằm "chúc cho cặp đôi những điều tốt đẹp nhất", và đây cũng chỉ là một sự hiểu lầm. Chia sẻ với đài BBC Radio 1, anh giải thích mặc dù bài hát chứa một câu từ có phần hơi "ác nghiệt", anh chỉ đang muốn ý tốt. Nam rapper còn cho biết anh tôn trọng lời hồi đáp của Nick Cannon, và cũng đoán trước được Cannon sẽ đứng lên bảo vệ cho vợ của mình.

## Nhạc và lời
"Obsessed" là một bản nhạc dài 4 phút và 2 giây mang đậm âm hưởng của hai thể loại R&B và hip hop. Bài hát sử dụng một "đoạn bassline dồn dập", nổi bật với những tiếng vỗ tay, đi kèm với đó là giọng hát được điều chỉnh qua công cụ Auto-tune của Carey. Joey Guerra của tạp chí Houston Chronicle mô tả lối sản xuất của bài hát là một "bữa tiệc auto-tune thác loạn với những giọng hát mang tính mời gọi và những câu nói dễ thương của Mariah." Theo bản phổ nhạc do Sony/ATV Music Publishing đăng tải trên Musicnotes.com, "Obsessed" là một nhạc phẩm được sáng tác tại cung Đô thứ, với nhịp độ trung bình đạt 84 nhịp mỗi phút. Giọng ca của Carey nằm trong khoảng âm vực từ nốt trầm nhất là  B♭3 đến nốt cao nhất là C7. Được chính nữ ca sĩ đồng sáng tác với The-Dream và Tricky Stewart, bản nhạc có nội dung kể về tâm trạng khó xử của cô khi phải đương đầu với một kẻ bám đuôi.
Tại thời điểm phát hành, giới mộ điệu âm nhạc đã nhận thấy rằng "Obsessed" có phần lời mô tả về Eminem, cho biết Carey dường như đang muốn nhắm thẳng vào sự "ám ảnh" của nam rapper đối với cô, mặc dù cô chưa bao giờ đề cập đến tên anh trong lời bài hát. Ca khúc mở đầu với câu nói kinh điển từ bộ phim năm 2004 Mean Girls, "I was like, why are you so obsessed with me?", trước khi nhạc chạy. Khi đoạn verse đầu tiên được cất lên, Carey đã thuật lại những lời nói dối liên hoàn của nhân vật trong bài hát: "All up in the blogs sayin' we met at a bar / When I don't even, know who you are / Sayin' you up in my house sayin' you up in my car / When you in L.A. and I'm at Jermaine's." Hơn nữa, cô còn cho biết rằng kẻ bám đuôi đang trong cơn nghiện ngập: It must be the weed, it must be the E / 'Cause you be poppin', heard you get it poppin'." Trong phần điệp khúc, Carey còn đương đầu với tên này, hỏi: Why are you so obsessed with me? / Boy I wanna know / Lying that your sexing with me / When everybody knows/ It's clear that you're upset with me / Oh, Oh, Oh, finally found a girl that you couldn't impress / Last man on the earth still couldn't get this." Giới phê bình còn khen ngợi phong cách sáng tác của Carey trong đọan verse thứ hai, nhấn mạnh các câu hát, phải kể đến như: You're a mom & pop, I'm a corporation / I'm the press conference, you're a conversation", "cho rằng nam rapper không xứng đôi với cô".

## Đánh giá chuyên môn
| Đánh giá chuyên môn | Đánh giá chuyên môn |
| Nguồn đánh giá      | Nguồn đánh giá      |
| Nguồn               | Đánh giá            |
| ------------------- | ------------------- |
| Digital Spy         | [ 19 ]              |
| Stereogum           | 8/10                |

"Obsessed" nhận được nhiều phản hồi tích cực từ giới mộ điệu âm nhạc tại thời điểm phát hành. Tuy đánh giá cao về phong cách sáng tác và nhịp điệu mạnh mẽ của bản nhạc, nhiều cây bút lại có những lời chỉ trích nhất định về việc lạm dụng công cụ Auto-Tune trong giọng hát của Carey. Daniel Kreps của tạp chí Rolling Stone cho rằng "về mặt nội dung ca từ và âm nhạc, bài hát với nhịp điệu trung bình này ăn đứt các đĩa đơn từ E=MC²." Cây bút Michaelangelo Matos của The A.V. Club ca ngợi cách dùng từ thông minh của bài hát, đồng thời gọi nó là một "bản diss tinh quái gửi đến Eminem tội lan truyền những lời đồn thổi sai lệch về mối tình của họ." Dù phê phán Memoirs of an Imperfect Angel bởi nó chứa quá nhiều bản nhạc nhịp độ trung bình, James Reed của tạp chí The Boston Globe đã chọn "Obsessed" làm bài nổi bật nhất, nhờ vào những câu từ sáng suốt và phần sản xuất mạnh mẽ của nó. Monica Herrera đến từ tạp chí Billboard có những nhận định tích cực về ca khúc, ca ngợi những câu chữ của Carey trong ca khúc, cho rằng chúng thật "hài hước". Leah Greenblatt của tạp chí Entertainment Weekly coi bản nhạc như một "lời xua đuổi táo bạo mang đậm chất synth", trong khi nhà phê bình Alex Macpherson của tờ The Guardian mô tả bài hát là "tự mãn" và "châm biếm". Sal Cinquemani từ Slant Magazine cho biết "bộ điệu" [của 'Obsessed'] thật là quyến rũ". Chấp bút cho thời báo The New York Times, Jon Caramanica nhận xét đây là bài nhạc nổi trội nhất so với các bài khác trong album. Theo quan điểm của Caramanica, mặc dù toàn bộ album được sản xuất bởi Carey, The-Dream and Tricky Stewart, những người mà anh mô tả là "bậc thầy của sự bù trừ, giúp nâng tiến những người nghệ sĩ xoàng — chẳng hạn như chính bản thân The-Dream hay Rihanna, trên 'Umbrella' — thành một thứ gì đó siêu phàm hơn", "Obsessed" lại nghe "kiểu giống phong cách của Dr.Dre, và nó là một ngoại lệ tiêu biểu so với các bài khác trong Memoirs of an Imperfect Angel."
Ann Powers của thời báo Los Angeles Times gọi bài hát là một "bản nhạc hung hăng". MTV News gọi ca khúc là một ứng cử viên nặng kí cho danh hiệu ca khúc "hay nhất mùa hè", viết: "Mimi quay trở lại, lần này với một lời xua đuổi được tinh chỉnh bởi Auto-Tune gửi tới những tay đào hoa nửa mùa (và Eminem?) mà có lẽ sẽ trở thành bản nhạc cho hàng triệu đôi tình nhân mùa hè  cũng như là những tên say xỉn. Bóng bẩy, mượt mà và 'đậm chất nhạc đô thị' một cách đầy kiên quyết, Mariah trả đũa. Đài phát thanh của bạn đã được cảnh cáo." Nhà phê bình Stephen Thomas Erlewine của AllMusic cho rằng bài hát là "ca khúc vượt trội nhất" trong Memoirs of an Imperfect Angel, trong khi Amos Barshad đến từ The New York Times xếp nó ở vị trí thứ năm trong danh sách những ca khúc xuất sắc nhất mùa hè. Cây bút Todd Marten của Los Angeles Times cho rằng: "đây là một Mimi hăm hở hơn so với con người mà ta hay quen biết", cô cuối cùng "đã uốn nắn để hòa hợp với các trào lưu hiện nay" và đĩa đơn này "một lần nữa hiến trao nàng sẻ hót cho những nhà sản xuất của cô ấy." Tại lễ trao giải thường niên ASCAP lần thứ 27, "Obsessed" đã thắng hạng mục "Bài hát được trình diễn nhiều nhất".

## Danh sách bài hát
| Tải kix thuaa 1. "Obsessed" Digital download – remix 1. "Obsessed" (Remix feat. Gucci Mane) US enhanced CD single 1. "Obsessed" 2. "Obsessed" (Remix feat. Gucci Mane) 3. "Obsessed" (Video) European CD single 1. "Obsessed" 2. "Obsessed" (Cahill Radio Edit) US 12-inch vinyl 1. "Obsessed" 2. "Obsessed" (Remix feat. Gucci Mane) 3. "Obsessed" 4. "Obsessed" (Remix feat. Gucci Mane) | Obsessed (The Remixes) 1. "Obsessed" (Cahill Radio Mix) 2. "Obsessed" (Seamus Haji & Paul Emanuel Radio Edit) 3. "Obsessed" (Friscia And Lamboy Radio Mix) 4. "Obsessed" (Jump Smokers Radio Edit) 5. "Obsessed" (Cahill Club Mix) 6. "Obsessed" (Seamus Haji & Paul Emanuel Club Mix) 7. "Obsessed" (Friscia And Lamboy Club Mix) 8. "Obsessed" (Cahill Dub) 9. "Obsessed" (Seamus Haji & Paul Emanuel Dub) 10. "Obsessed" (Friscia And Lamboy Piano Dub) Memoirs of an Imperfect Angel bonus disc 1. "Obsessed" (Cahill Radio Mix) 2. "Obsessed" (Seamus Haji & Paul Emanuel Radio Edit) 3. "Obsessed" (Jump Smokers Radio Edit) 4. "Obsessed" (Friscia And Lamboy Radio Mix) 5. "Obsessed" (Video) 6. "Obsessed" (Remix feat. Gucci Mane) |

## Đội ngũ sản xuất
Đội ngũ sản xuất của "Obsessed" dựa trên phần bìa ghi chú của Memoirs of an Imperfect Angel.
- Mariah Carey – sáng tác, sản xuất, hát
- Terius Nash – sáng tác, sản xuất
- Christopher Stewart – sáng tác, sản xuất
- Victor Alexander – sản xuất
- Brian Garter – thu âm
- Brian Thomas – thu âm
- Jaysen-Joshua Fowler – phối khí
- Dave Pensado – phối khí
- Bernie Grundman – hoàn chỉnh âm thanh

## Xếp hạng
| Bảng ếp hạng (2009)                       | Vị trí cao nhất |
| ----------------------------------------- | --------------- |
| Úc (ARIA)                                 | 13              |
| Úc Urban (ARIA)                           | 3               |
| Bỉ (Ultratip Flanders)                    | 14              |
| Bỉ (Ultratop 50 Wallonia)                 | 20              |
| Canada (Canadian Hot 100)                 | 15              |
| Canada CHR/Top 40 (Billboard)             | 17              |
| Canada Hot AC (Billboard)                 | 45              |
| Cộng hòa Séc (Rádio Top 100)              | 11              |
| Châu Âu Hot 100 Singles (Billboard)       | 28              |
| Pháp (SNEP)                               | 8               |
| Global Dance Songs (Billboard)            | 9               |
| Ý (FIMI)                                  | 6               |
| Nhật Bản (Japan Hot 100)                  | 16              |
| Hà Lan (Dutch Top 40 Tipparade)           | 3               |
| Hà Lan (Single Top 100)                   | 61              |
| New Zealand (Recorded Music NZ)           | 21              |
| New Zealand Urban Radio (RadioScope)      | 4               |
| Romania TV Airplay (Media Forest)         | 20              |
| Slovakia (Rádio Top 100)                  | 37              |
| Thụy Sĩ (Schweizer Hitparade)             | 61              |
| Anh Quốc (OCC)                            | 52              |
| Anh Quốc R&B (OCC)                        | 15              |
| Anh Quốc Club (Music Week)                | 7               |
| Anh Quốc Pop Club (Music Week)            | 2               |
| Anh Quốc Urban Club (Music Week)          | 10              |
| Hoa Kỳ Billboard Hot 100                  | 7               |
| Hoa Kỳ Dance Club Songs (Billboard)       | 1               |
| Hoa Kỳ Dance/Mix Show Airplay (Billboard) | 1               |
| Hoa Kỳ Hot R&B/Hip-Hop Songs (Billboard)  | 12              |
| Hoa Kỳ Pop Airplay (Billboard)            | 8               |
| Hoa Kỳ Rhythmic (Billboard)               | 2               |

| Bảng xếp hạng (2009)            | Vị trí cao nhất |
| ------------------------------- | --------------- |
| Brazil (Brasil Hot 100 Airplay) | 23              |
| Brazil (Brasil Hot Pop Songs)   | 12              |

| Bảng xếp hạng (2009)                     | Vị trí |
| ---------------------------------------- | ------ |
| Úc Urban (ARIA)                          | 39     |
| Brazil (Crowley)                         | 58     |
| Canada (Canadian Hot 100)                | 94     |
| Pháp (SNEP)                              | 71     |
| Đài Loan (Yearly Singles Top 100)        | 62     |
| Hoa Kỳ Billboard Hot 100                 | 41     |
| Hoa Kỳ Hot R&B/Hip-Hop Songs (Billboard) | 63     |
| Hoa Kỳ Rhythmic (Billboard)              | 14     |

## Chứng nhận
| Quốc gia                                                                                              | Chứng nhận  | Số đơn vị/doanh số chứng nhận |
| --- | ----------- | ----------------------------- |
| Úc (ARIA)                                                                                             | Vàng        | 35.000^                       |
| Brasil (Pro-Música Brasil)                                                                            | 3× Bạch kim | 180.000‡                      |
| New Zealand (RMNZ)                                                                                    | Bạch kim    | 30.000‡                       |
| Anh Quốc (BPI)                                                                                        | Bạc         | 200.000‡                      |
| Hoa Kỳ (RIAA)                                                                                         | 4× Bạch kim | 4.000.000‡                    |
| ^ Chứng nhận dựa theo doanh số nhập hàng. ‡ Chứng nhận dựa theo doanh số tiêu thụ và phát trực tuyến. |             |                               |

## Lịch sử phát hành
| Khu vực  | Ngày                | Định dạng                                  |
| -------- | ------------------- | ------------------------------------------ |
| Hoa Kỳ   | 16 tháng 6 năm 2009 | Công chiếu đài phát thanh                  |
| Hoa Kỳ   | 22 tháng 6 năm 2009 | Rhythmic radio                             |
| Toàn cầu | 7 tháng 7 năm 2009  | Tải kĩ thuật số                            |
| Hoa Kỳ   | 21 tháng 7 năm 2009 | Tải kĩ thuật số – bản remix với Gucci Mane |
| Hoa Kỳ   | 27 tháng 7 năm 2009 | Mainstream radio                           |
| Hoa Kỳ   | 11 tháng 8 năm 2009 | Đĩa CD                                     |
| Pháp     | 21 tháng 9 năm 2009 | Đĩa CD                                     |